# 石室神社
石室神社（いろうじんじゃ、いしむろじんじゃ）は、伊豆半島の最南端に位置する石廊崎の突端付近、静岡県賀茂郡南伊豆町石廊崎にある神社。石廊権現（いろうごんげん）や石廊崎権現（いろうざきごんげん）とも呼ばれる。古くは伊波例命神社（いはれのみことじんじゃ）とも呼ばれていたとされ、また祭神は現在では伊波例命（いわれのみこと）と云われるが、以下に記すように必ずしも定かではない部分もある。伊豆国神階帳「従四位下いわらいの明神」に比定。
社殿は海岸の岩窟上に立てられた帆柱の上に造営され伊豆の七不思議のひとつとされている。
尚、50メートルほど離れた岬の最突端には熊野神社（くまのじんじゃ）があるが、事実上ひとつの神社として扱われることが多く、本項では一緒に記載する。

## 石室神社の歴史と伝説

### 歴史
由来や創建時期には以下のように諸説があり、必ずしも定かではない。社伝によれば文武天皇大宝元年（701年）に初めて堂が建てられ、最初は観音像と第六天神を安置していたが、その後役小角が神託を受けて伊波例命を祀ったという。
一方「石廊山金剛院縁起」（拝殿内に展示されている）によると、役小角が伊豆大島へ流されたとき（文武天皇3年（699年） - 文武天皇5年（701年））、十一面施無畏の神力を得てこの地に至り、また文武天皇4年（700年）に大地震があった際にも、龍と白鳥が現れてこの地を守った。村人の一人が夢の中で海中より宝殿が浮かび上がって岬の中腹の岩窟に座すのを見たため、行ってみると果たして宝殿が出現し中に十一面観音が安置されていた。その後更に天平年代（729年 - 749年）、行基によって第六天神が祀られたという。
また「秦の始皇帝5世の孫と云われ日本に帰化した（異説もある）弓月君（ゆつきのきみ）が物忌奈之命（ものいみなのみこと）と称されるようになり、これを祀る神社として、その子孫を名乗る秦氏が建立したもの」とする説も有力である。但しこの物忌奈之命が、同じ旧伊豆国の神津島に祀られている物忌奈命と関連があるか否かは明らかにされていない。
延喜式神名帳には、伊豆国賀茂郡に「伊波例命神社」があったことが記されており、一般には当社のことであるとされているが、後世の付会であるとの説もある。
以降、神仏習合の金剛山石室権現として人々の崇敬を集めた。江戸時代には韮山代官所を通じて徳川幕府から米2表の寄進を受けたという。伊豆七不思議のひとつで当社にまつわる「石廊崎権現の帆柱」の伝説が生まれたのはこの時代であるとされる。
明治初期の神仏分離により石室神社と称するようになった。現在の社殿は明治34年（1901年）に再建されたものである。海上安全や商売繁盛、学業成就の神として、また伊豆半島の先端に位置する景勝地として名高い。

## 熊野神社の由来と伝説
石廊崎近くの長津呂の郷に住むお静という名主の娘が、漁師の幸吉と恋に落ちたが、身分の違いで許されぬ恋であったため、幸吉は神子元島に流された。幸吉を忘れられないお静は、毎夜石廊崎の先端で火を焚き、神子元島の幸吉と愛を確かめ合っていた。
ある晩、神子元島の火が見えないことを心配したお静は、たまらず小船を出して神子元島に向かったが、折りからの大風で波は高く船は進まず、お静は一心不乱に神に祈った。その甲斐あって神子元島に漂着し、無事二人はめぐりあい結ばれた。その後二人を親たちも許すこととなり、末長く幸せに暮らしたという。 
お静が火を焚いたところに熊野権現の祠が祀られ、以来縁結びの神として知られることとなった。明治初期の神仏分離により熊野神社と称するようになった。